# Рокпорт (Арканзас)
Рокпорт (англ. Rockport) — місто (англ. city) в США, в окрузі Гот-Спрінгс штату Арканзас. Населення — 676 осіб (2020).

## Географія
Рокпорт розташований на висоті 101 метр над рівнем моря за координатами 34°24′25″ пн. ш. 92°48′34″ зх. д. / 34.40694° пн. ш. 92.80944° зх. д. (34.406872, -92.809570).  За даними Бюро перепису населення США в 2010 році місто мало площу 8,82 км², з яких 8,82 км² — суходіл та 0,00 км² — водойми.

## Демографія
Згідно з переписом 2010 року, у місті мешкало 755 осіб у 320 домогосподарствах у складі 224 родин. Густота населення становила 86 осіб/км².  Було 368 помешкань (42/км²). 
Расовий склад населення:
| - 95,4 % — білих - 3,0 % — чорних або афроамериканців - 0,5 % — корінних американців - 0,3 % — азіатів |

До двох чи більше рас належало 0,7 %. Іспаномовні складали 0,5 % від усіх жителів.
За віковим діапазоном населення розподілялося таким чином: 20,0 % — особи молодші 18 років, 60,1 % — особи у віці 18—64 років, 19,9 % — особи у віці 65 років та старші. Медіана віку мешканця становила 46,2 року. На 100 осіб жіночої статі у місті припадало 101,3 чоловіків;  на 100 жінок у віці від 18 років та старших — 100,7 чоловіків також старших 18 років.
Середній дохід на одне домашнє господарство  становив 50 520 доларів США (медіана — 40 605), а середній дохід на одну сім'ю — 57 422 долари (медіана — 43 750). Медіана доходів становила 36 250 доларів для чоловіків та 26 458 доларів для жінок. За межею бідності перебувало 17,6 % осіб, у тому числі 26,9 % дітей у віці до 18 років та 12,5 % осіб у віці 65 років та старших.
Цивільне працевлаштоване населення становило 396 осіб. Основні галузі зайнятості: освіта, охорона здоров'я та соціальна допомога — 21,5 %, роздрібна торгівля — 21,2 %, виробництво — 15,4 %, публічна адміністрація — 11,9 %.
За даними перепису населення 2000 року в Рокпорті проживало 792 особи, 238 сімей, налічувалося 324 домашніх господарств і 348 житлових будинків. Середня густота населення становила близько 97,8 людини на один квадратний кілометр. Расовий склад Рокпорта за даними перепису розподілився таким чином: 94,44 % білих, 2,40 % — чорних або афроамериканців, 1,26 % — корінних американців, 0,63 % — азіатів, 0,13 % — вихідців з тихоокеанських островів, 1,14 % — представників змішаних рас. Іспаномовні склали 0,63 % від усіх жителів міста.
З 324 домашніх господарств в 24,4 % — виховували дітей віком до 18 років, 62,7 % представляли собою подружні пари, які спільно проживали, в 5,2 % сімей жінки проживали без чоловіків, 26,5 % не мали сімей. 24,1 % від загального числа сімей на момент перепису жили самостійно, при цьому 9,9 % склали самотні літні люди у віці 65 років та старше. Середній розмір домашнього господарства склав 2,44 особи, а середній розмір родини — 2,86 осби.
Населення міста за віковим діапазоном за даними перепису 2000 року розподілилося таким чином: 22,2 % — жителі молодше 18 років, 6,7 % — між 18 і 24 роками, 23,5 % — від 25 до 44 років, 29,5 % — від 45 до 64 років і 18,1 % — у віці 65 років та старше. Середній вік мешканця склав 44 роки. На кожні 100 жінок в Рокпорті припадало 96,5 чоловіків, у віці від 18 років та старше — 97,4 чоловіків також старше 18 років.
Середній дохід на одне домашнє господарство в місті склав 35 250 доларів США, а середній дохід на одну сім'ю — 40 750 доларів. При цьому чоловіки мали середній дохід в 26 875 доларів США на рік проти 21 146 доларів середньорічного доходу у жінок. Дохід на душу населення в місті склав 15 299 доларів на рік. 2,5 % від усього числа сімей в окрузі і 5,2 % від усієї чисельності населення перебувало на момент перепису населення за межею бідності, при цьому 3,1 % з них були молодші 18 років і 9,0 % — у віці 65 років та старше.